# Mirków (województwo łódzkie)
Mirków – wieś w Polsce położona w województwie łódzkim, w powiecie wieruszowskim, w gminie Wieruszów. 
W latach 1975–1998 miejscowość administracyjnie należała do województwa kaliskiego. Miejscowość położona na krainie Wielkopolski. Przez Mirków przepływa rzeka Prosna.

## Religia, kultura i oświata
W Mirkowie istnieje kaplica, przy której w domu zakonnym mieszkają Siostry Antoninki.
Przy bocznej ulicy Mirkowa, a wzdłuż Prosny mieści się boisko sportowo-rekreacyjne. Na obiekcie jest boisko do piłki nożnej oraz do piłki siatkowej. W okresie letnim odbywają się tam festyny rodzinne.
W Mirkowie znajduje się filia Zespołu Szkół nr 2 im. Marszałka Józefa Piłsudskiego w Wieruszowie, prowadzone jest przedszkole i "zerówka".

## Ludzie związani z Mirkowem
Z Mirkowa pochodzi Innocenta Katarzyna Rzadka założycielka Zgromadzenie Sióstr Opieki Społecznej pw. św. Antoniego. Także pochodzi jej brat ksiądz Antoni Rzadki, który został rozstrzelany w Śremie podczas okupacji niemieckiej oraz ich kuzyn ksiądz Ludwik Moska inicjator strajku szkolnego w czasie zaborów na wzór dzieci z Wrześni, budowniczy Bazyliki pw. św. Ojca A'Paulo w Bydgoszczy, więzień Dachau.